# Ursula Dütschler
Ursula Dütschler (* 1962 in Thun) ist eine Schweizer Cembalistin, Hammerflügelspielerin und Pianistin.

## Leben
Ursula Dütschler erwarb das Solistendiplom am Konservatorium Bern bei Jörg Ewald Dähler und bildete sich anschließend am Mozarteum Salzburg bei Kenneth Gilbert weiter. Sie setzte ihre Studien am Hammerflügel bei Malcolm Bilson an der Cornell University in den USA fort. Heute lebt Dütschler in den Niederlanden.

## Auszeichnungen
- 1989: Gewinnerin des Internationalen Cembalo-Wettbewerbs in Paris.
- 1991: Gewinnerin des Internationalen Erwin Bodky Wettbewerbs für Hammerflügel in Boston.

## Diskografie (Auswahl)
- Ludwig van Beethoven: Four piano sonatas on period instruments. Klassik-Center Kassel (2000)
- The art of Mendelssohnian song. Disco-Center Kassel (1999)
- Domenico Scarlatti: Zwölf Cembalosonaten. Disco-Center Kassel (1998)
- Ludwig van Beethoven: The complete piano sonatas on period instruments.  Claves-Verlag Thun (1997)
- Jan Dismas Zelenka: Six trio sonatas for oboe, violin and continuo. Claves-Verlag Thun (1996)
- Taffel consort. Claves-Verlag Thun (1996)
- Giuseppe Tartini: Devil’s trill. Claves-Verlag Thun (1992)
- Claude-Bénigne Balbastre: Pièces de clavecin premier livre. Claves-Verlag Thun (1992)
- William Byrd: Pieces from "The Fitzwilliam virginal book" Claves-Verlag Thun (1990)